# Benjamin Mako Hill
Benjamin Mako Hill, né le 2 décembre 1980, est un informaticien américain, développeur Debian et chercheur à la MIT Sloan School of Management. Militant activiste pour la cause du logiciel libre, il est l'auteur de plusieurs ouvrages informatiques, dont Debian GNU/Linux 3.1 Bible et The Official Ubuntu Book.
Il fait partie du conseil consultatif (advisory board en anglais) de la Wikimedia Foundation.